# Parque de Can Dragó
El parque de Can Dragó es un parque urbano público, que incluye un complejo polideportivo, ubicado en el barrio de Porta, distrito de Nou Barris, de Barcelona, España.

## Toponimia
El nombre del parque se debe a la proximidad de los terrenos con una masía del siglo XVII, llamada Can Dragó, que fue derribada en 1973. Etimológicamente, Can es un término catalán, contracción de la expresión casa en (en español: casa de), usado habitualmente en Cataluña para referirse a masías y casas rurales. El término Dragó es también catalán y significa dragón. En esta caso, en referencia a una compañía de dragones del ejército borbónico, que ocuparon los terrenos de esta masía durante la Guerra de Sucesión, a principios del siglo XVIII.

## Historia
Antes de la creación del parque, estos terrenos estaban ocupados por talleres ferroviarios propiedad de RENFE, que daban servicio a la línea de tren de Barcelona a Zaragoza, que discurría por la actual avenida Meridiana. Los talleres dejaron de funcionar cuando las vías fueron soterradas, en 1965.
A partir de entonces las asociaciones de vecinos de la zona empezaron a solicitar que los terrenos fuesen destinados a la construcción de equipamientos y zonas verdes. Finalmente, en 1977, el Ayuntamiento de Barcelona, con el alcalde Socías al frente, adquirió los terrenos, con el objetivo de construir equipamientos y vivienda pública.
A finales de los años 1980 el Ayuntamiento, en colaboración con la Diputación de Barcelona, el Consejo Superior de Deportes y el Comité Olímpico Organizador de Barcelona 1992 (COOB 92) inició la construcción de un parque y complejo polideportivo, ocupando 12 hectáreas de los antiguos terrenos de RENFE-Meridiana. El proyecto fue diseñado por Enric Pericas.
El 1 de abril de 1990 se inauguró la primera fase del recinto, de 42 145 m², que incluía un parque urbano, una pista de atletismo y un recinto polideportivo que sirvió como sala de entrenamiento para los equipos de voleibol y gimnasia rítmica que participaron en los Juegos Olímpicos de 1992. El acto inaugural estuvo presidido por el alcalde de Barcelona, Pasqual Maragall, y el atleta José Manuel Abascal. 
El 25 de septiembre de 1992 el complejo se amplió con la inauguración de otros 15 000 m² ocupados por piscinas, obra de los arquitectos Miquel Espinet y Antoni Ubach, responsables también del polideportivo y las instalaciones atléticas. Este recinto se completó el 29 de mayo de 2003, con la entrada en servicio de un lago artificial, de 2967 m², que funciona como playa urbana.

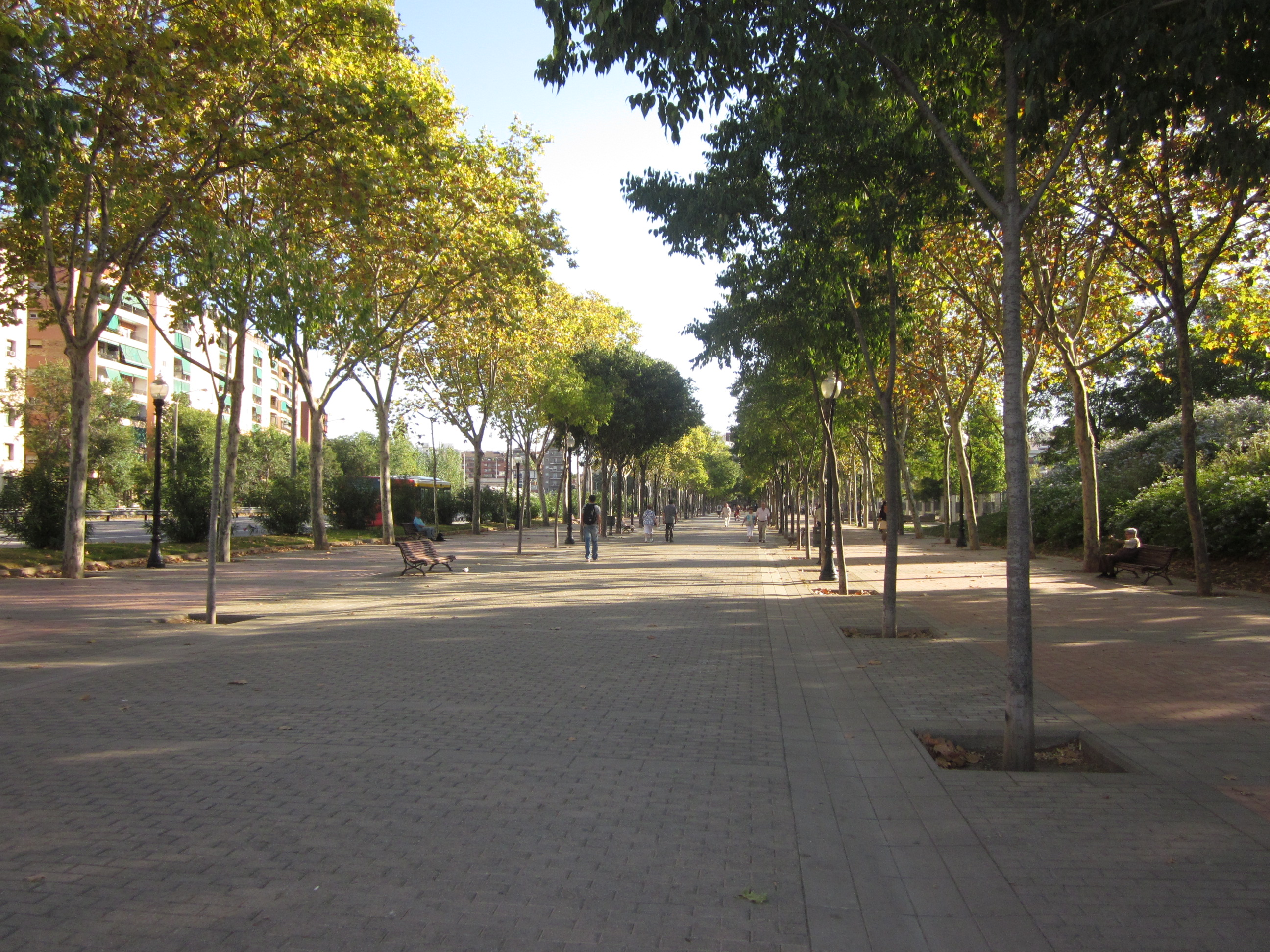
El lateral del parque junto a la avenida Meridiana es un bulevar arbolado.

En 2010 las instalaciones de atletismo de Can Dragó se usaron como pista de entrenamiento de los participantes en el XX Campeonato Europeo de Atletismo.

## Descripción
El parque de Can Dragó es un trapecio delimitado por las avenidas Meridiana y Río de Janeiro, y los paseos de Valldaura y Andreu Nin. Tiene una superficie total de 11,86 hectáreas, que se reparten en tres manzanas. En el extremo sur (delimitado por la calle Pintor Alsamora, la avenida Meridiana, la avenida Río de Janeiro y el paseo Andreu Nin) se ubica el campo de fútbol municipal de Porta, una zona para perros, un área de juegos infantiles y gran parte de los jardines del parque urbano. En la manzana central (delimitada por las calles Pintor Alsamora y Roselló i Porcel, la avenida Meridiana y el paseo Andreu Nin) se ubican las piscinas de Can Dragó, un campo de golf y varios equipamientos deportivos de acceso gratuito, como canastas de baloncesto, mesas de ping-pong y pistas de petanca. En la manzana norte (delimitada por la calle Roselló i Porcel, la avenida Meridiana y los paseos de Valldaura y Andreu Nin) se ubican las instalaciones atléticas y el polideportivo Palestra. 
El perímetro del parque está especialmente diseñado para peatones y ciclistas. En este sentido destacada el lateral que discurre, a lo largo de un kilómetro, junto a la avenida Meridiana, diseñado como un bulevar de acera ancha, flanqueado por árboles y bancos, que separa las instalaciones deportivas del tráfico rodado.

## Monumentos

### Monumento a las víctimas del terrorismo

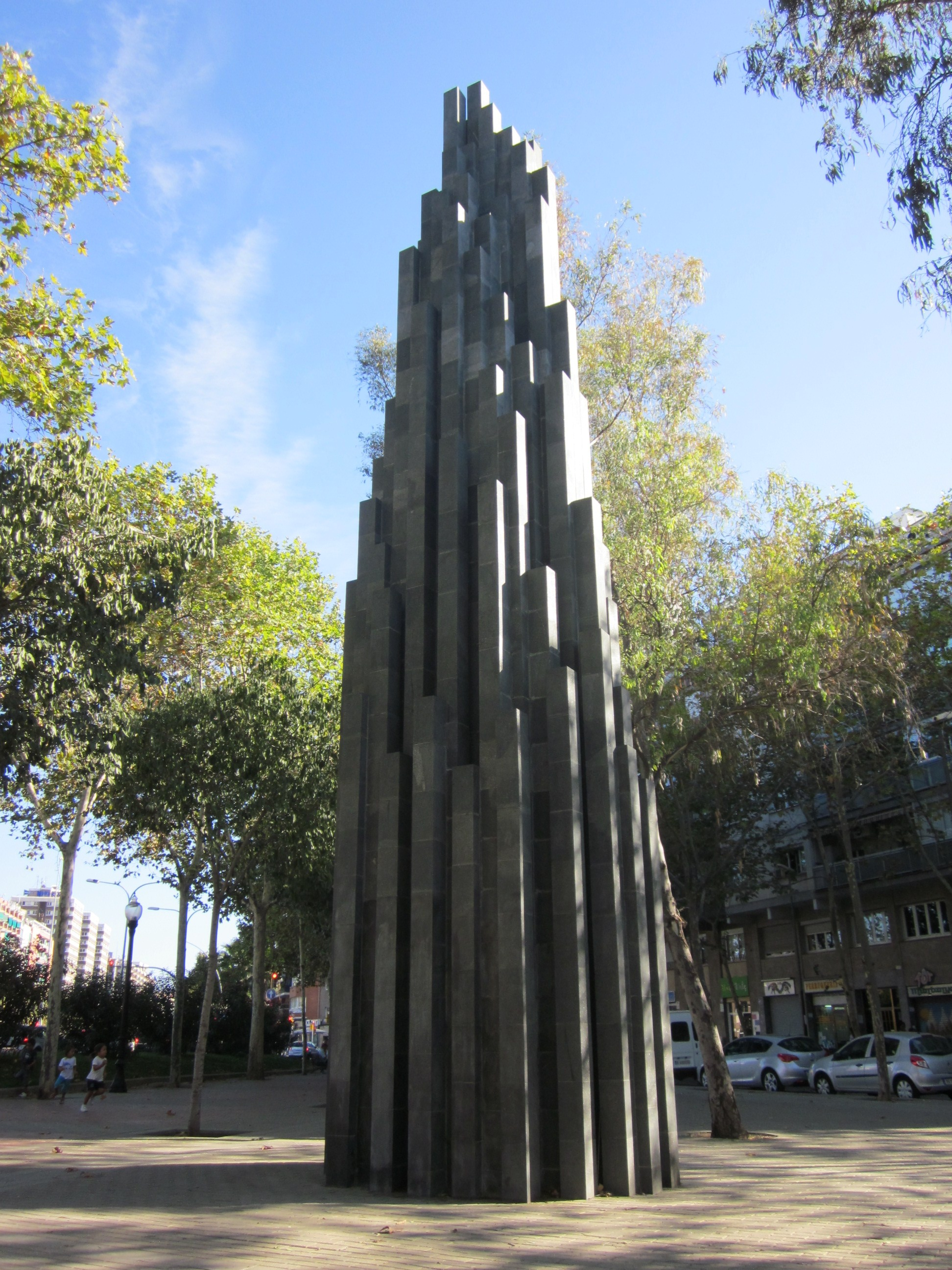
Monumento a las víctimas del terrorismo.

En la esquina entre las avenidas Meridiana y Río de Janeiro se ubica el monumento Tall Irregular Progression (en español: Alta progresión irregular), que recuerda a las 21 víctimas mortales del atentando terrorista perpetrado por ETA en los cercanos almacenes Hipercor, el 19 de junio de 1987. Obra del norteamericano Sol LeWitt, se trata de una pirámide de bloques de granito negro, de 12 metros de altura. En el suelo, frente al monumento, se encuentra la inscripción: "La ciudad de Barcelona en recuerdo y homenaje a las víctimas del terrorismo". Fue inaugurado el 26 de junio de 2003, en un acto presidido por el alcalde de Barcelona, Joan Clos y el presidente de la Asociación Catalana de Víctimas del Terrorismo, Roberto Manrique.

### Aurigas olímpicos
Sobre un pequeño promontorio de césped se encuentra una réplica de la escultura Aurigas Olímpicos, de Pablo Gargallo. Se trata de una representación de dos atletas, un hombre y una mujer, arreando los caballos de sus bigas. La obra original fue esculpida en piedra por Gargallo, y ubicada en el estadio de Montjuïc con motivo de la Exposición Internacional de 1929. Debido a su grave deterioro, durante la remodelación del estadio de cara a los Juegos Olímpicos de 1992 la escultura original fue reemplazada por una réplica de fibra de vidrio, que todavía hoy preside el recinto de Montjuïc. Al mismo tiempo, se encargó a la escultora Marta Polo otra réplica, en bronce, destinada al nuevo parque de Can Dragó. La obra fue instalada aquí el 13 de mayo de 1991.

## Flora
El arbolado del parque incluye tilos  (Tilia × euchlora), álamos negros, robinas negras, almeces, plátanos de sombra y eucaliptos blancos.

## Instalaciones deportivas de Can Dragó
El grueso de instalaciones deportivas del parque forma parte del denominado Centro Deportivo Municipal de Can Dragó. Aunque son de titularidad pública, están gestionadas por empresas privadas, por lo que su uso es de pago y, a menudo, restringido a los abonados. Es el caso de las siguientes instalaciones:
- Pista de atletismo, con ocho calles de 400 metros. En el espacio central se ubica un campo de césped natural de 102x62 metros, destinado a los deportes de lanzamiento. Cuenta también con instalaciones para otras pruebas atléticas como el salto de altura, salto con pértiga y el triple salto.[9]

- Polideportivo "Palestra", que incluye varios espacios cubiertos, como pistas polideportivas (fútbol sala, voleibol, etc.), gimnasio, salas de musculación, etc.[9]

- Pista de baloncesto al aire libre.[9]

- Pista de fútbol sala al aire libre.[9]

- Rocódromo al aire libre.[9]

- Campo de golf y pitch & putt.[10]

- Piscinas, dos cubiertas y una de 3000 m² de superficie al aire libre -la más grande de la ciudad- conocida como el lago.[11][10]

|                     |                         |            |                    |                                          |
| Pista de atletismo. | Polideportivo Palestra. | Rocódromo. | Piscina "el lago". | Circuito urbano para footing y ciclismo. |

Al margen de estos espacios, el parque urbano cuenta con varias instalaciones al aire libre, de uso gratuito, mantenidas por el Ayuntamiento, como pistas de petanca, mesas de ping-pong, canastas de baloncesto o un circuito deportivo, de 900 metros, por el perímetro del parque, usado por los practicantes de footing y los ciclistas.
A todo ello se suma el campo de fútbol Municipal de Porta, usado por los clubes del barrio. Tiene una dimensiones de 105x69m,  originalmente de tierra, pero desde 2008 cuenta con césped artificial.